# Сухорічка (Ілецький район)
Сухорі́чка (рос. Сухоречка) — село у складі Ілецького району Оренбурзької області, Росія.

## Населення
Населення — 617 осіб (2010; 822 у 2002).
Національний склад (станом на 2002 рік):
- росіяни — 76 %